# Kreiz Breizh Elites
La Kreiz Breizh Elites es una carrera ciclista profesional  por etapas francesa que se disputa en la zona de Kreiz Breizh (región histórica de Bretaña), a finales del mes de julio.
Se comenzó a disputar en el 2000 como carrera amateur. Desde 2008 forma parte del UCI Europe Tour dentro de la categoría 2.2 (última categoría del profesionalismo).
Finaliza en la población de Rostrenen.

## Palmarés
En amarillo: edición amateur.
| Año  | Ganador               | Segundo               | Tercero            |
| ---- | --------------------- | --------------------- | ------------------ |
| 2000 | Cédric Hervé          | David Le Lay          | Sébastien Coué     |
| 2001 | Marc Staelen          | Yoni Beauquis         | Lionel Brignoli    |
| 2002 | Alexandre Naulleau    | Pierre Drancourt      | Benny de Schrooder |
| 2003 | Lloyd Mondory         | Denis Kudashev        | Jérémy Roy         |
| 2004 | Cyrille Monnerais     | Lionel Faure          | David Lample       |
| 2005 | Matthieu Ladagnous    | Benoît Sinner         | Johan Lindgren     |
| 2006 | Sjoerd Botter         | Romain Lebreton       | Yannick Flochlay   |
| 2007 | Kalle Kriit           | Tanel Kangert         | Rein Taaramäe      |
| 2008 | Blel Kadri            | Martin Pedersen       | Yannick Marie      |
| 2009 | Antoine Dalibard      | Fabien Patanchon      | Janek Tombak       |
| 2010 | Johan Le Bon          | Vincent Ragot         | Jean-Lou Paiani    |
| 2011 | Laurent Pichon        | Moreno Hofland        | Thomas Kvist       |
| 2012 | André Steensen        | Yoann Paillot         | Florent Gougeard   |
| 2013 | Nick van der Lijke    | Vegard Stake Laengen  | Nicolas Vereecken  |
| 2014 | Matteo Busato         | Timo Roosen           | Andreas Hofer      |
| 2015 | August Jensen         | Élie Gesbert          | Stéphane Poulhiès  |
| 2016 | Jeroen Meijers        | Clément Mary          | Jérémy Bescond     |
| 2017 | Jonas Gregaard Wilsly | Niklas Eg             | Rasmus Guldhammer  |
| 2018 | Damien Touzé          | Connor Swift          | Lennert Teugels    |
| 2019 | Mathijs Paasschens    | Martijn Budding       | Maxime Cam         |
| 2020 | No se disputó         | No se disputó         | No se disputó      |
| 2021 | Nick van der Lijke    | Mick van Dijke        | Michel Heßmann     |
| 2022 | Lucas Eriksson        | Jeppe Aaskov Pallesen | Jean-Louis Le Ny   |
| 2023 | Hartthijs de Vries    | Zeb Kyffin            | Florian Dauphin    |
| 2024 | Florian Dauphin       | Baptiste Poulard      | Victor Guernalec   |
| 2025 | Finn Crockett         | Niklas Larsen         | Matyáš Kopecký     |

## Palmarés por países
| País         | Victorias |
| ------------ | --------- |
| Francia      | 12        |
| Países Bajos | 6         |
| Dinamarca    | 2         |
| Estonia      | 1         |
| Italia       | 1         |
| Noruega      | 1         |
| Suecia       | 1         |
| Irlanda      | 1         |